# Ishamael
Ishamael is een van de dertien verzakers, of zoals zij zich noemen; uitverkorenen, uit de boekencyclus Rad des Tijds van Robert Jordan.
Ishamael, in de Oude Spraak letterlijk vertaald “Verrader van Hoop, wordt als de sterkste geleider van de verzakers beschouwd. In dienst van Shai’tan stond hij ook bekend als Ba'alzamon, Ziel van de Schaduw en Hart van het Duister. Ishamael kleedt zich in het zwart en heeft vlammende ogen en een vlammende mond. Of dit het gevolg is van een trucage door de Ene Kracht is niet duidelijk.
Voordat Ishamael overliep naar de Duistere, droeg hij de naam Elan Morin Tedronai. Hij was in de Eeuw der Legenden de meest vooraanstaande filosoof van zijn tijd. De reden dat Elan Morin Tedronai overliep waren zijn inzichten die hij tijdens zijn complexe filosofische studies verkreeg. Volgens Tedronai was er vanaf het allereerste begin een strijd tussen De Schepper en de Duistere, die afwisselend door een van beide partijen werd gewonnen. Om een eind te maken aan deze machtsstrijd, pleitte Tedronai voor een totale vernietiging van de bestaande orde. Iets wat tot veel weerstand leidde.
Tedronai was de eerste leider die zich tot de Duistere bekeerde en hij was ook die eerste die openbaar partij trok voor de Duistere. Tijdens het dichten van de Bres door Lews Therin, werd Ishamael aan de oppervlakte gekerkerd. Door dit kon Ishamael periodiek vrij zijn en onrust zaaien. Voor het eerste is onweerlegbaar bewijs. Tijdens de Trollok-oorlogen voerde Ba’alzamon de troepen van de Duistere aan. Deze naam werd later opgeëist door Ishamael.
De eerste confrontatie tussen de Herrezen Draak Rhand Altor vond plaats nadat Rhand Altor bij het Oog van de Wereld Aginor doodde. De tweede confrontatie tussen de Herrezen Draak Rhand Altor en Ishamael vond plaats in 999 NE in Falme. In datzelfde jaar kwam Ishamael om in de Steen van Tyr, toen Rhand Altor Callandor hief.
Men zegt echter dat de man is herboren als Moridin, die de Nae'blis is, net zoals Ishamael was. Het personage Moridin vertoont ook veel gelijkenis met de gedachtegang van Ishamael.